# Хуан Рамон Фольк II де Кардона
Хуан Рамон II Фольк де Кардона (кат. Joan Ramon Folc II de Cardona; 14 июня 1400—1471) — каталонский дворянин позднего средневековья, 3-й граф Кардона (1441—1471), граф-консорт де Прадес, а также виконт де Вильямур.

## Биография
Родился в 1400 году в замке Арбека. Старший сын Хуана Рамона Фолька I (1375—1441), 2-го графа Кардона (1400—1441), и его первой жены Хуаны де Гандия (+ 1419).
В 1404 году он получил от своей семьи титул 1-го виконта Вильямура. 11 апреля 1441 года, когда его отец, Хуан Рамон I Фольк де Кардона, 2-й граф Кардона, скончался, он унаследовал титулы графа де Кардона и адмирала Арагона.
В 1430 (?) году Хуан Рамон II Фольк де Кардона командовал флотом из 22 галер и восьми больших кораблей, оказывая помощь арагонскому королю Альфонсо V Арагонскому, находившемуся в осаде в Неаполе. По возвращении домой он взял французский город Марсель. За свои действия он был награжден младшим братом Альфонсо V, королем Арагонским Хуаном II (правил в 1458—1479 годах) сицилийским городом Термес в 1463 году, в это время король Хуан II находился в Туделе, королевство Наварра, где он оспаривал со своим сыном Карлом Вианским престол Наварры незаконно, несмотря на то, что был вдовцом королевы Бланки I Наваррской (1385—1441).
Король Арагона Хуан II, сражаясь с собственными мятежными каталонскими подданными, в 1467 году испытывал крайние трудности, но в 1468 году младший сын более позднего короля (с 1479 года) Иоанна II Арагонского, 16-летний инфант Фердинанд II Арагонский, получил военную помощь от 3-го графа Кардона.
После Компромисса в Каспе юный Хуан Рамон все еще планировал жениться на Сесили де Урхель, сестре побежденного кандидата на престол Хайме, графа Урхеля. Однако к 1418 году этот свадебный проект для него закончился неудачей.
Вместо этого молодой наследник Хуан Рамон де Кардона в 1414 году женился на Хуане де Прадес (+ 1441), младшей сестре вдовствующей королевы Маргариты де Прадес, которая вышла замуж за престарелого и больного короля Мартина I Арагонского.
Хуана унаследовала графство Прадес и баронство Энтенца по королевскому решению от 1425 года. Это сделало Хуана Рамона де Кардону графом-консортом Прадес в парламенте уже при жизни его отца. Это даже означало, что ранг сына был выше, чем у отца, потому что Прадес был более старшим пэром. Отец и сын всегда представлялись в парламенте вместе. Младший Хуан Рамон активно участвовал в парламентской политике.
Его отец умер в 1441 году, и Хуан Рамон II также унаследовал титул 3-го графа де Кардона. В 1445 году он решил отказаться от графства Прадес и виконтства Вильямур в пользу собственного сына, Хуана Рамона III.
Однако примерно с 1445 года он также жил на пенсии в Кардоне, играя воздержанную роль в политике. Когда в 1462 году разразилась гражданская война в Каталонии, графство Кардона было одним из верных королю Арагона Хуану Ненадежному. Несмотря на бездействие старого графа, эта лояльность побудила каталонские власти объявить пожилого графа Хуана Рамона II врагом Княжества Каталония в 1462 году.
Граф Хуан Рамон II скончался в 1471 году в Кардоне.

## Брак и дети
В 1414 году Хуан Рамон Фольк де Кардона женился на Хуане де Прадес, графине Прадес и баронессе Энтенса, дочери Педро де Прадеса и Хуаны де Кабрера. У них было пятеро детей:
- Тимбор де Кардона, была монахиней и похоронена в соборе Таррагоны, разделив могилу со своим племянником, архиепископом Педро де Кардона.
- Виоланта де Кардона, замужем за Фелипом Альбертом, от которого у нее родилась дочь: Катерина Альберт де Пальярс.
- Маргарита де Кардона
- Хуана де Кардона, замужем за Арнау Роже IV де Пальярс Собира (1401—1451).
- Хуан Рамон Фольк III де Кардона (1418—1486), который станет его преемником и объединит титулы своей матери с титулами графа Кардоны.